# Adriana Facchetti
Adriana Facchetti (Desenzano del Garda, 6 gennaio 1921 – Roma, 6 ottobre 1993) è stata un'attrice italiana.

## Biografia
È stata attiva come caratterista fra il 1941 e il 1992. Debuttò in Ridi pagliaccio, dove fu diretta da Camillo Mastrocinque, e concluse la carriera con Un incantevole aprile, film del regista Mike Newell.
La sua filmografia — composta da una cinquantina di titoli — include film comici, storici, musicarelli, film della commedia all'italiana, film poliziotteschi, della commedia erotica all'italiana e spaghetti western. Fu anche accanto a Totò in I due colonnelli (1962) di Steno. 
È stata saltuariamente doppiatrice per la compagnia CVD: ha doppiato per esempio Frances Faye in Pretty Baby (1978) di Louis Malle, e Rosemary Murphy in Un duro per la legge (1973) di Phil Karlson.
Recitò anche in film del cinema d'autore, come per esempio  Intervista, diretto nel 1987 da Federico Fellini.

## Filmografia

### Cinema
- Ridi pagliaccio, regia di Camillo Mastrocinque (1941)
- L'innocente Casimiro, regia di Carlo Campogalliano (1945)
- Finalmente libero!, regia di Mario Amendola e Ruggero Maccari (1953)
- ...e Napoli canta!, regia di Armando Grottini (1953)
- Da qui all'eredità, regia di Riccardo Freda (1955)
- La donna più bella del mondo, regia di Robert Z. Leonard (1955) (non accreditata)
- Serenata al vento (1956)
- Porta un bacione a Firenze, regia di Camillo Mastrocinque (1956)
- Susanna tutta panna, regia di Steno (1957)
- I sogni nel cassetto, regia di Renato Castellani (1957)
- La regina delle Amazzoni, regia di Vittorio Sala (1960)
- Le meraviglie di Aladino, regia di Mario Bava, Henry Levin (1961)
- Le quattro giornate di Napoli, regia di Nanni Loy (1962)
- I due colonnelli, regia di Steno (1962)
- I dongiovanni della Costa Azzurra, regia di Vittorio Sala (1962)
- La ragazza che sapeva troppo, regia di Mario Bava (1963) (non accreditata)
- Totò e Cleopatra, regia di Fernando Cerchio (1963)
- Gli indifferenti, regia di Francesco Maselli (1964)
- Salome '73, regia di Odoardo Fiory (1965)
- Ischia operazione amore, regia di Vittorio Sala (1966)
- Incompreso, regia di Luigi Comencini (1966)
- 7 winchester per un massacro, regia di Enzo G. Castellari (1967)
- I barbieri di Sicilia, regia di Marcello Ciorciolini (1967)
- Al di là della legge, regia di Giorgio Stegani (1968)
- Franco, Ciccio e le vedove allegre, regia di Marino Girolami (1968)
- Franco, Ciccio e il pirata Barbanera, regia di Mario Amendola (1969)
- Delitto quasi perfetto, regia di Mario Camerini (1969)
- Il cavaliere inesistente, regia di Pino Zac (1969)
- Il trapianto, regia di Steno (1969)
- Decameron proibitissimo (Boccaccio mio statte zitto), regia di Marino Girolami (1972)
- Il West ti va stretto, amico... è arrivato Alleluja, regia di Giuliano Carnimeo (1972)
- Estratto dagli archivi segreti della polizia di una capitale europea, regia di Riccardo Freda (1972)
- Patroclooo!... e il soldato Camillone, grande grosso e frescone, regia di Mariano Laurenti (1973)
- Il sergente Rompiglioni, regia di Pier Giorgio Ferretti (1973)
- Bella, ricca, lieve difetto fisico, cerca anima gemella, regia di Nando Cicero (1973)
- Giovannona Coscialunga disonorata con onore, regia di Sergio Martino (1973)
- Sessomatto, Ep: un amore difficile, regia di Dino Risi (1973)
- 4 marmittoni alle grandi manovre, regia di Marino Girolami (1974)
- Le scomunicate di San Valentino, regia di Sergio Grieco (1974)
- La signora gioca bene a scopa?, regia di Giuliano Carnimeo (1974)
- Il cittadino si ribella, regia di Enzo G. Castellari (1974)
- La professoressa di scienze naturali, regia di Michele Massimo Tarantini (1976)
- La vergine, il toro e il capricorno, regia di Luciano Martino (1977)
- Taxi Girl, regia di Michele Massimo Tarantini (1977)
- Napoli si ribella, regia di Michele Massimo Tarantini (1977)
- L'insegnante viene a casa, regia di Michele Massimo Tarantini (1978)
- L'insegnante balla... con tutta la classe, regia di Giuliano Carnimeo (1979)
- Agenzia Riccardo Finzi... praticamente detective, regia di Bruno Corbucci (1979)
- L'insegnante al mare con tutta la classe, regia di Michele Massimo Tarantini (1980)
- Pierino la peste alla riscossa!, regia di Umberto Lenzi (1982)
- Quella peste di Pierina, regia di Michele Massimo Tarantini (1982)
- Giovani, belle... probabilmente ricche, regia di Michele Massimo Tarantini (1982)
- Intervista, regia di Federico Fellini (1987)
- Italiani a Rio, regia di Michele Massimo Tarantini (1987)
- Un incantevole aprile (Enchanted April), regia di Mike Newell (1992)
- Cinecittà... Cinecittà, regia di Vincenzo Badolisani (1992)

### Televisione
- Diagnosi, regia di Mario Caiano – miniserie TV (1975)
- Un uomo da ridere, regia di Lucio Fulci – miniserie TV, un episodio (1980)
- Piazza Navona – serie TV, un episodio (1989)
- Disperatamente Giulia, regia di Enrico Maria Salerno – miniserie TV (1989)
- Ma tu mi vuoi bene?, regia di Marcello Fondato – miniserie TV (1992)

## Teatro

### Il teatro di rivista
- Il grillo al castello di Francini, Macario e Rizzo, regia di Macario (1943)
- Scandalo al collegio di Mario Amendola, regia di Macario (1944)
- Il cinque di fiori, ovvero chi ha ucciso Mr. Brown? di Mario Amendola, regia di Macario (1944)

## Doppiatrici italiane
- Wanda Tettoni in Le meraviglie di Aladino, La regina delle Amazzoni, I dongiovanni della Costa Azzurra
- Rina Morelli in Finalmente libero
- Lydia Simoneschi in Il West ti va stretto, amico... è arrivato Alleluja
- Adriana De Roberto in 7 Winchester per un massacro